# Anselmo Augusto Coelho de Carvalho
Anselmo Augusto Coelho de Carvalho (* 19. August 1871 in Sendim, Portugal) war ein portugiesischer Offizier und Kolonialverwalter. 
Am 6. Oktober 1910 traf ein Telegramm des portugiesischen Marineministeriums bei Alfredo Cardoso de Soveral Martins ein, dem Gouverneur der Kolonie Portugiesisch-Timor. Das Telegramm informierte Martins über den Sturz der portugiesischen Monarchie. Am 30. Oktober übergab Martins die Amtsgeschäfte an seinen Sekretär Carvalho und verließ Anfang November die Kolonie. Hauptmann Carvalho blieb nur bis zum 22. Dezember im Amt, dann wurde er von Hauptmann José Carrazeda de Sousa Caldas Vianna e Andrade abgelöst.